# UE Vilajuïga
UE Vilajuïga is een Spaanse voetbalclub uit Vilajuïga die uitkomt in de Tercera División. De club werd opgericht in 2007.